# Arachnitis uniflora
Arachnitis uniflora là một loài thực vật có hoa trong họ Corsiaceae. Loài này được Phil. miêu tả khoa học đầu tiên năm 1864.